# Flavia crassicornis
Flavia crassicornis är en kräftdjursart som beskrevs av Brady 1899. Flavia crassicornis ingår som enda art i släktet Flavia och familjen Thalestridae. Inga underarter finns listade i Catalogue of Life.